# Межиріч (Сумський район)
Межи́річ — село в Україні, у Лебединській міській громаді Сумського району Сумської області. Населення становить 1794 осіб. До 2020 орган місцевого самоврядування — Межиріцька сільська рада.

## Географія

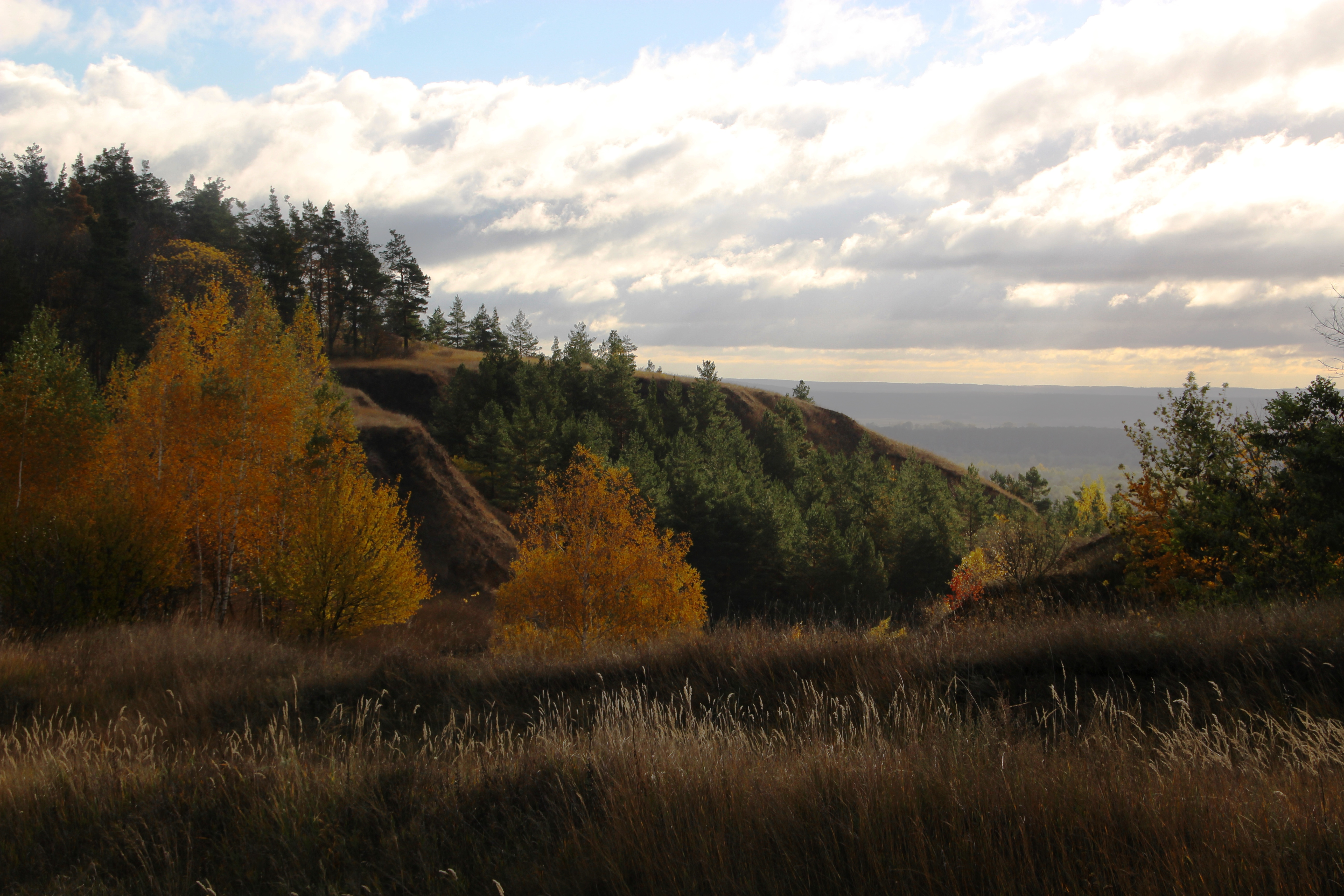
Краєвид на долину річки Псел поблизу села

Село Межиріч розташоване на відстані 2 км від правого берега річки Псел. Вище за течією на відстані 3 км є село Даценківка, нижче за течією на відстані 1,5 км — село Михайлівка, на протилежному березі — село Токарі. Село витягнуто вздовж русла річки на 10 км. Між селом і річкою є великий масив іригаційних каналів. До села примикає кілька лісових масивів (дуб, береза, сосна). Поруч проходить автомобільна дорога Т 1918.

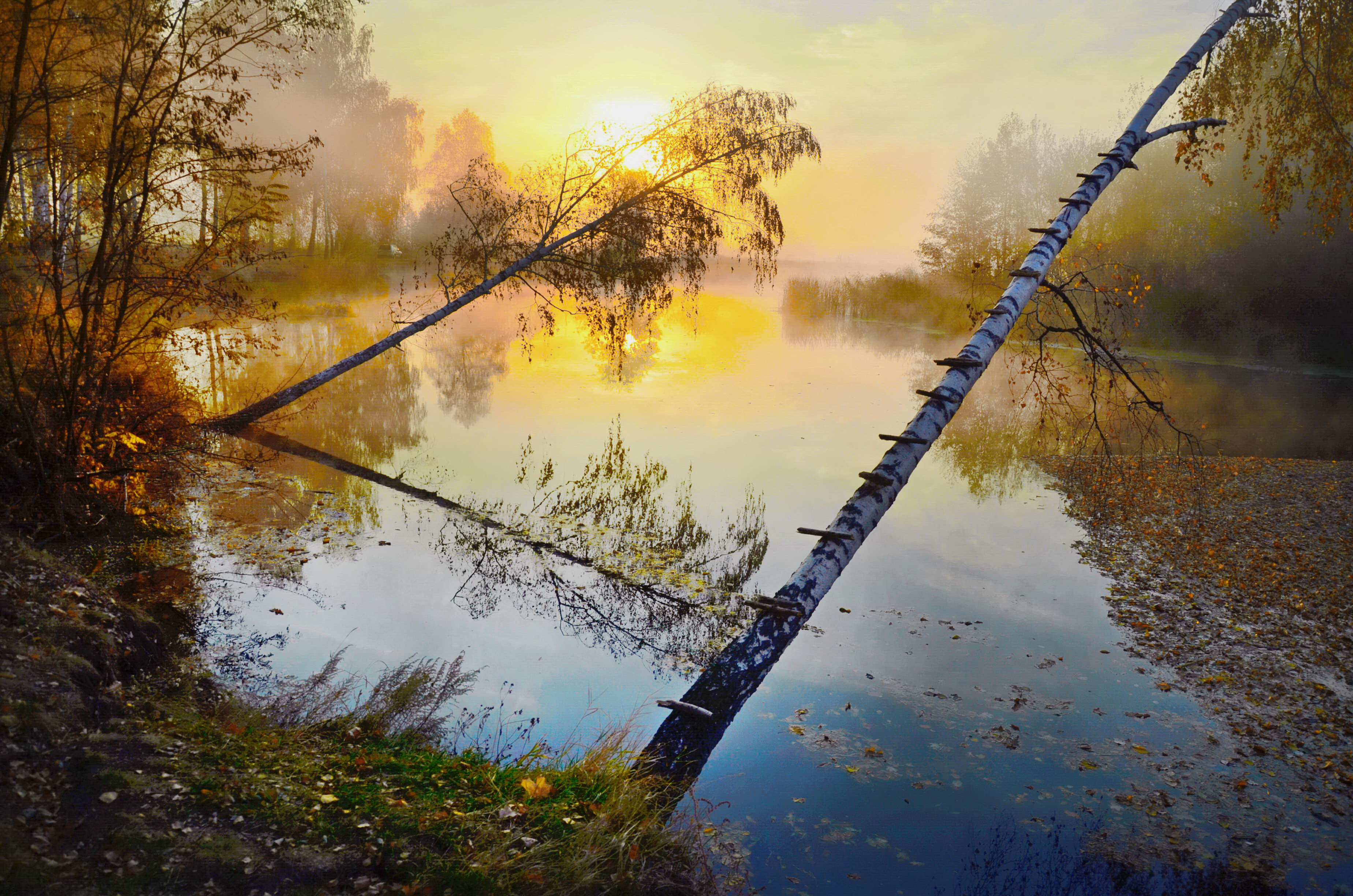
Річка Псел поблизу с. Межиріч

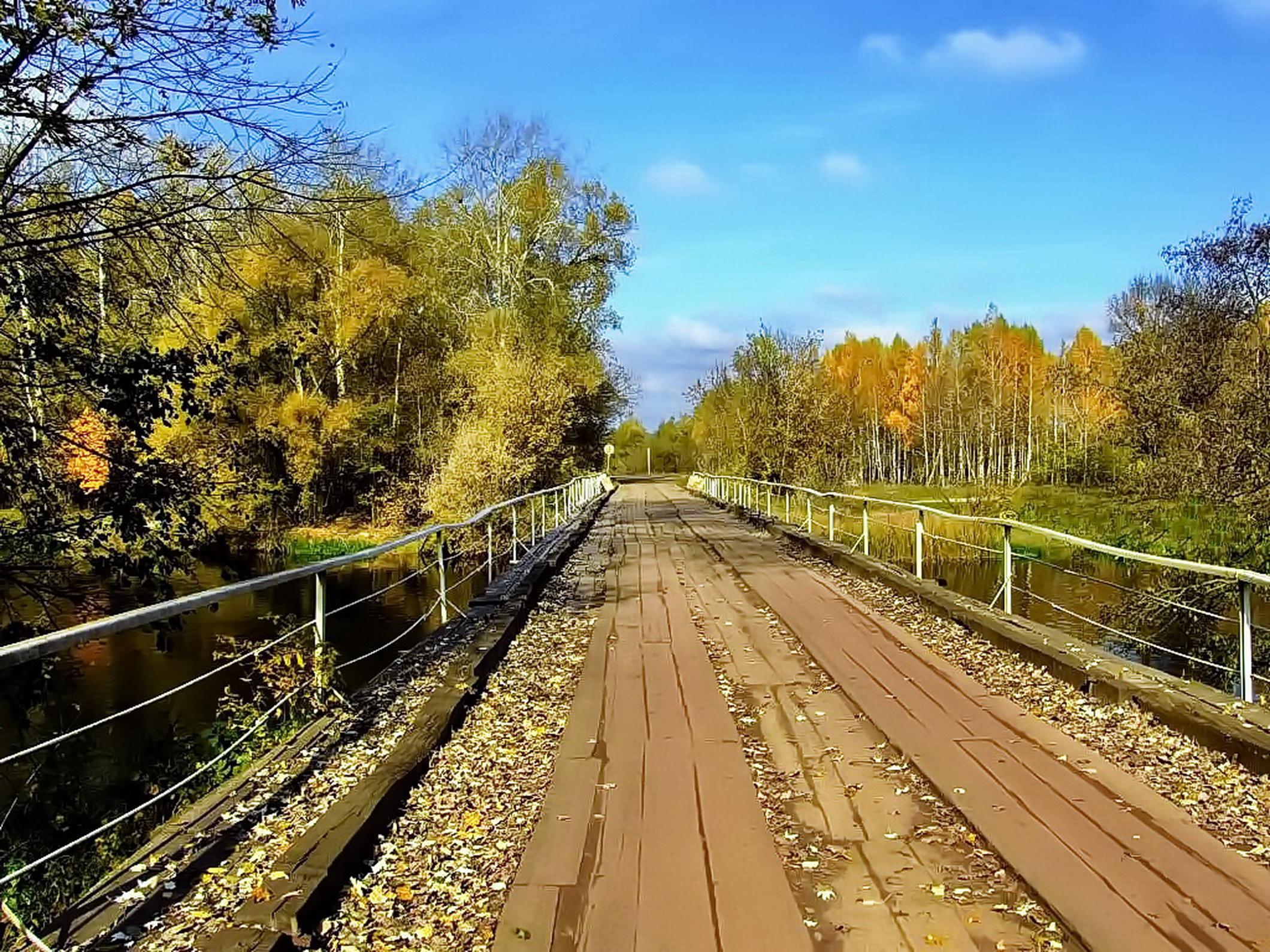
Дорога до с. Межиріч

У селі бере початок річка Межирічка, права приток Псла.     

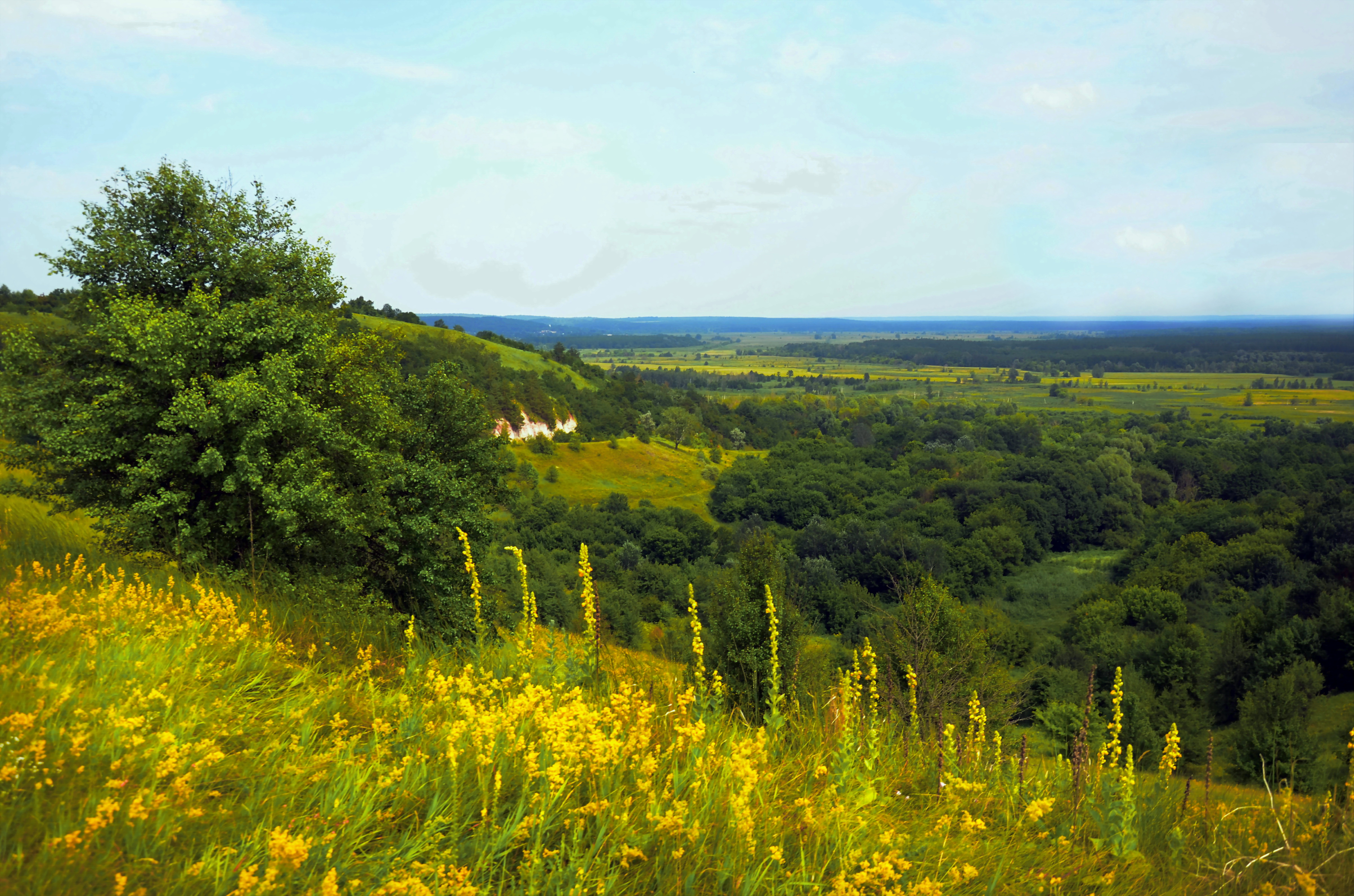
Горизонти околиць с. Межиріч

## Історія
За даними істориків, у цій місцевості існувало поселення ще до монголо-татарської навали — давньоруський Городець.
Село Межиріч було засноване козаками 1642 року. На згадку ще й досі вулиці села звуться «сотнями».
З 1658 було центром окремої козацької сотні Сумського Слобідського полку.
За даними на 1864 рік у казеній слободі Межиріч (Мижиричі), центрі Межиріцької волості Лебединського повіту Харківської губернії, мешкало 5894 особи (2926 чоловічої статі та 2968 — жіночої), налічувалось 763 дворових господарства, існувала православна церква, відбувався щорічний ярмарок та базари.
Станом на 1914 рік кількість мешканців села зросла до 10209 осіб.
Поселення мало 8 церков, з яких 7 було зруйновано за радянських часів.
12 червня 2020 року, відповідно до Розпорядження Кабінету Міністрів України № 723-р «Про визначення адміністративних центрів та затвердження територій територіальних громад Сумської області» увійшло до складу Лебединської міської громади.
19 липня 2020 року, після ліквідації Лебединського району, село увійшло до Сумського району.

## Народні промисли
Згодом тут оселилися ремісничі люди, у тому числі і гончарі. Наприкінці XIX століття понад 100 дворів тут займалось гончарством. Народні умільці не тільки забезпечували своїми виробами навколишні села, але й вивозили свій товар на ярмарки. То були горшки, миски, тазки, пасічники, водянки, глечики, барила, каганці, кубушки з місцевого червоного глею, а також глиняні димарі, що стали фірмовим знаком с. Межиріч. До 20-х років XX ст. майстри виготовляли також «сиву» або чорнолощену кераміку за давньою технологією «задимлення».
З села Межиріч походить один з найвидатніших гончарів сьогодення Яків Іванович Падалка, автор численних керамічних виробів у народних традиціях та автор книги «Як стати гончарем». Відомий у 60-80-х роках XX ст. гончар с. Межиріч Самійло Єгорович Семененко (або дід Самійло) теж походить з роду Падалків: він онук знаменитого у XIX ст. гончара Федора Падалки, якого відкрив для нас професор М.Сумцов. Отже, варто продовжувати традиції гончарства с. Межиріч, які так тісно були пов'язані зі звичаями, віруваннями та обрядами нашого народу.

## Пам'ятки та визначні місця

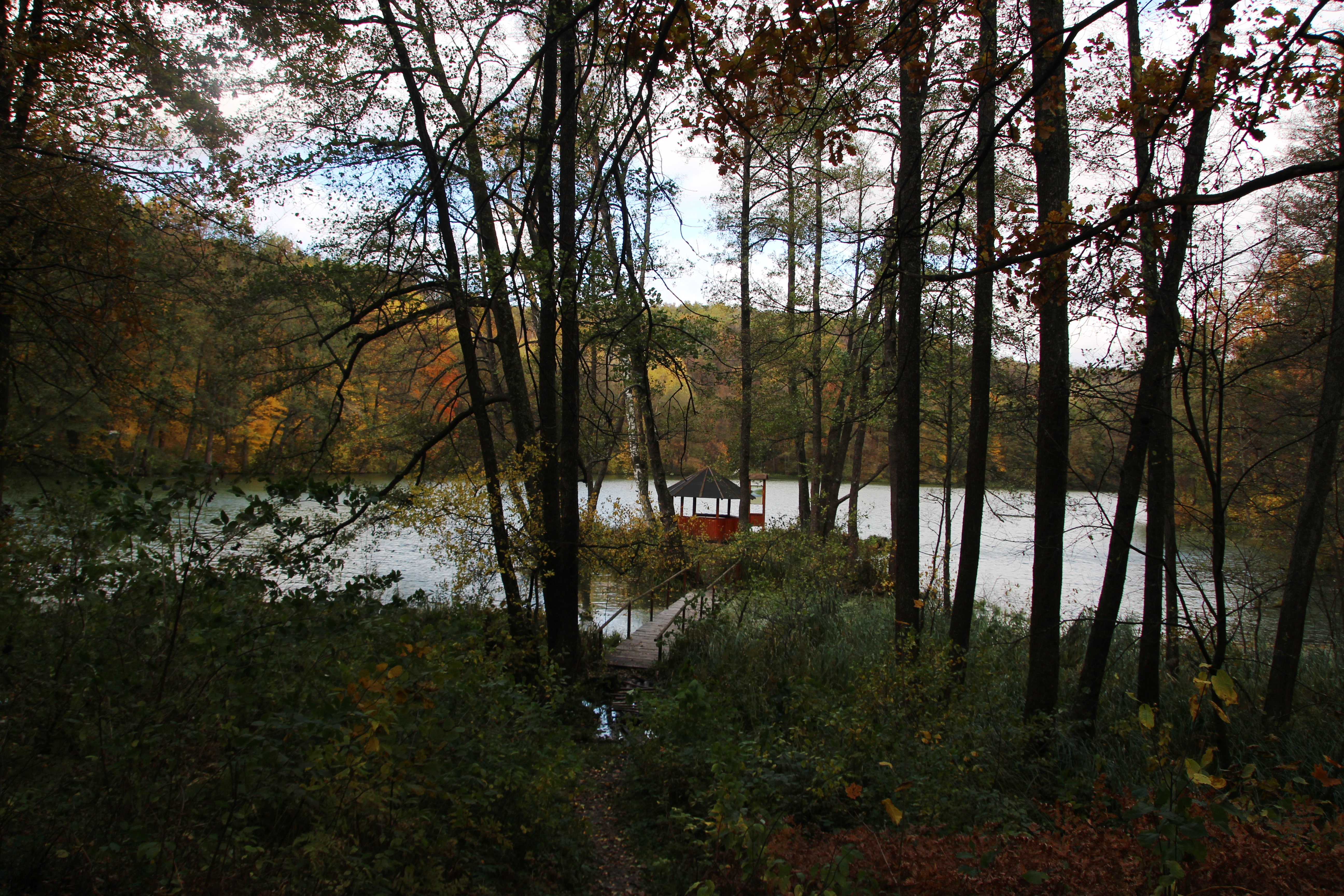
Шелехівське озеро

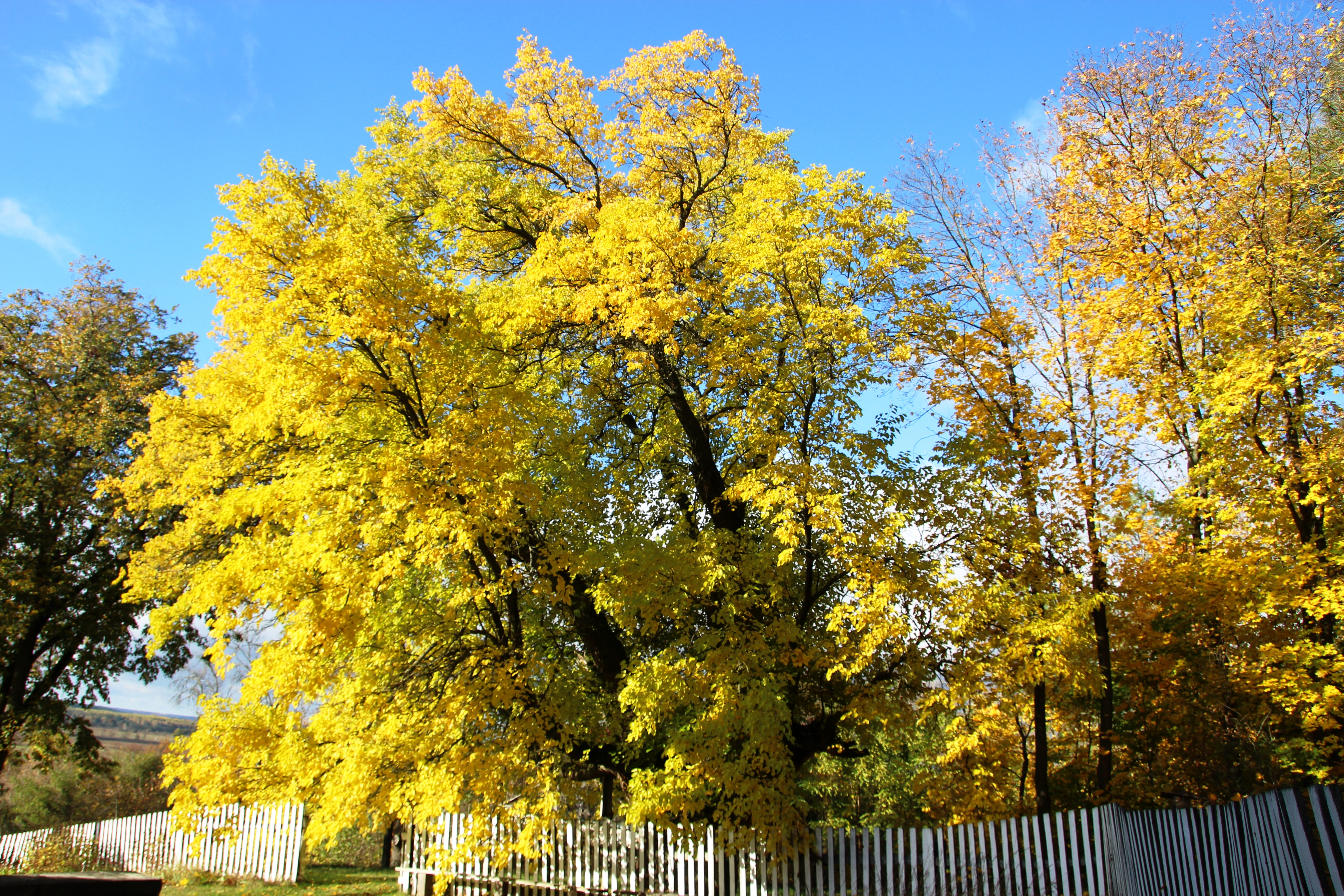
Межиріцька шовковиця

- В селі збереглася Успенська церква, побудована за кресленнями Л. Білоуса — архімандрита Києво-Печерської лаври (1759—1775 рр.).
- На північ від села розташована гідрологічна пам'ятка природи — Шелехівське озеро. Гідрологічна пам'ятка природи загальнодержавного значення «Озеро Шеліхівське» рідке за красою і прозорістю. Утворилось воно у льодяниковий період в результаті зсувів земної кори, берега озера оточені природним лісом. Поряд знаходиться лісовий заказник Шелехівський, лісові масиви якого представлені дубовими, березовими, сосновими, липовими та вільховими насадженнями.
- В селі охороняється державою унікальна шовковиця («Межиріцька шовковиця») — одна із найстаріших в Україні.

## Відомі люди
- Бондаренко Олег Євгенович — український військовик, учасник російсько-української війни[5].
- Дубовик Михайло Тадейович (1900 — 1941) — український поет. Репресований.
- Калашник Іван Олексійович (1919—2003) — професор, доктор ветеринарних наук, ректор (1962—1970), заслужений діяч науки і техніки Української РСР.
- Падалка Яків Іванович (1926—2000) — майстер-гончар, заслужений майстер народної творчості України.
- Панченко Сергій Ілліч (1900—1938) — педагог. Репресований.
- Сіробаба Микола Васильович (* 1944) — український живописець і графік. Народний художник України.
- Шевченко Віктор Дмитрович (* 1946) — український художник.